# Кочичі
Кочичі (хорв. Kočići) — населений пункт у Хорватії, в Істрійській жупанії у складі громади Вишнян.

## Населення
Населення за даними перепису 2011 року становило 12 осіб.
Динаміка чисельності населення поселення:

## Клімат
Середня річна температура становить 11,22 °C, середня максимальна – 24,70 °C, а середня мінімальна – -4,92 °C. Середня річна кількість опадів – 890 мм.
| Клімат поселення                              | Клімат поселення | Клімат поселення | Клімат поселення | Клімат поселення | Клімат поселення | Клімат поселення | Клімат поселення | Клімат поселення | Клімат поселення | Клімат поселення | Клімат поселення | Клімат поселення | Клімат поселення |
| Показник                                      | Січ.             | Лют.             | Бер.             | Квіт.            | Трав.            | Черв.            | Лип.             | Серп.            | Вер.             | Жовт.            | Лист.            | Груд.            |                  |
| Середній максимум, °C                         | 5,98             | 7,92             | 12,54            | 16,52            | 21,16            | 24,53            | 24,70            | 24,70            | 20,58            | 15,01            | 9,07             | 5,28             |                  |
| Середня температура, °C                       | 0,53             | 2,48             | 7,08             | 11,08            | 15,70            | 19,05            | 21,26            | 21,26            | 17,14            | 11,57            | 5,63             | 1,83             |                  |
| Середній мінімум, °C                          | −4,92            | −2,99            | 1,62             | 5,61             | 10,26            | 13,60            | 17,81            | 17,82            | 13,68            | 8,12             | 2,18             | −1,61            |                  |
| Норма опадів, мм                              | 50               | 47               | 59               | 65               | 78               | 95               | 84               | 90               | 87               | 86               | 86               | 63               |                  |
| Середньомісячна швидкість вітру, м/с          | 1.70             | 1.84             | 2.30             | 2.16             | 2.00             | 1.80             | 1.80             | 1.60             | 1.60             | 1.60             | 1.70             | 1.70             |                  |
| Середньомісячна сонячна радіація, кДж/м²·день | 4115             | 6857             | 10423            | 14898            | 18880            | 20748            | 21587            | 19030            | 13991            | 8683             | 4533             | 3317             |                  |
| --------------------------------------------- | ---------------- | ---------------- | ---------------- | ---------------- | ---------------- | ---------------- | ---------------- | ---------------- | ---------------- | ---------------- | ---------------- | ---------------- | ---------------- |
| Джерело:                                      |                  |                  |                  |                  |                  |                  |                  |                  |                  |                  |                  |                  |                  |